# یواس‌اس والیو (سی‌ال-۱۱۲)
یواس‌اس والیو (سی‌ال-۱۱۲) (به انگلیسی: USS Vallejo (CL-112)) یک کشتی است.